# Scalesia crockeri
Espèce
Statut de conservation UICN

 VU D2 : Vulnérable
Scalesia crockeri est une espèce de plantes à fleurs de la famille des Asteraceae endémique des îles Galápagos.

## Publication originale
- Proceedings of the California Academy of Sciences, Series 4, 22: 249. 1941.